# 불교의 사상

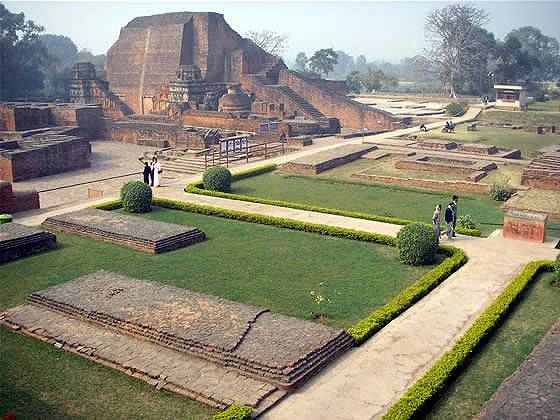
서기 5세기부터 12세기까지 불교 교육의 중심지였던 날란다.

불교는 기원전 6세기경 인도에서 고타마 붓다에 의해 창시된 종교이다. 불교는 고타마 싯다르타가 펼친 가르침이자 또한 진리를 깨달아 부처(싯다르타 · 깨우친 사람)가 될 것을 가르치는 종교이다.
인도 불교사에서 불교는 원시 불교 · 부파 불교 · 대승 불교 · 밀교의 순으로 전개되었는데 불교의 사상 또는 불교 철학은 이러한 전개와 불가분의 관련이 있다.
이 문서는 인도에서 전개된 불교 사상인 인도의 불교 사상에 대해 특히 다룬다. 인도를 제외한 각 나라에서 전개된 불교 사상은 해당 문서에서 별도로 다루고 있다. 예를 들어, 중국에서 전개된 불교 사상은 중국의 불교 사상에서, 한국에서 전개된 불교 사상은 한국의 불교 사상에서 별도로 다루고 있다.

## 원시 불교

### 사상

#### 형이상학적 문제
고타마 붓다는 당시의 철학자들이 논쟁하고 있던 형이상학적(形而上學的) 문제에 대해 가담하려고 하지 않았다. 고타마 붓다는 이들이 특정한 견해에 사로잡힌 나머지 그 결과로 의도하지 않은 죄악을 범하고 있을 뿐만 아니라 이와 같은 논쟁은 실천적인 의의(意義)가 없는 것이라고 보았다.
따라서 나와 세계는 상주(常住)한 것인가 혹은 무상(無常)한 것인가, 나와 세계는 유한(有限)한 것인가 혹은 무한(無限)한 것인가, 신체와 영혼(靈魂)은 하나인가 혹은 별개의 것인가, 완전한 인격자인 여래는 죽은 뒤에 생존하는가 혹은 생존하지 않는 것인가 등의 십사무기(14無記) 또는 십사사치기(14捨置記)의 형이상학적 질문들이 나왔을 때 고타마 붓다는 이에 대해 아무런 대답도 하지 않았다. 왜냐하면 이런 형이상학적 문제들에 대한 논의는 열반, 즉 바른 깨달음(정각 · 正覺)에 나아가게 하는 것이 아니기 때문에 실천적으로 무익한 것이라고 보았기 때문이었다.

#### 제법무아
불교의 실천적 인식이 최초로 당면한 문제는 인생의 고(苦)라는 것이었다. 인간은 어디에 있거나, 또 어떠한 것에 의지하더라도 고(苦)에서 벗어날 수가 없다. 고(苦)란 자기가 바라는 대로 되지 않는 것을 말한다.

#### 일체개고

불교의 교의를 상징하는 법륜.

그러나 석가는 수없이 많은 법(法, 다르마)을 인정하였다. 법이라고 하는 것은 우리들의 현실 존재로 하여금 현재 이와같이 존재하게 하는 규정, 규범인 것이다. 우리들의 현실 존재 속에는 수많은 법이 작용하고 있다. 거기서 우리들의 구체적인 현실 존재를 해명하기 위하여 다양한 법체계를 설명하고 있다. 예컨대 우리들의 존재는 5온(五蘊, 五陰), 즉 다섯 종류의 법의 영역에 있어서 유지(維持)되며 형성되고 있다고 생각하였다. 5온(五蘊)이라 함은 색(色－감각적 물질적인 것 일반), 수(受－意義 중에 무엇인가 印象을 받아들이는 것), 상(想－意義 속에 像을 구성하는 일), 행(行－능동적이며 잠재적인 형성력), 식(識－대상을 각각 구별하여 인식하는 작용)이다. 우리들의 존재는 이와 같은 다섯 가지 종류의 법의 영역 안에서 만들어지고 있다. 그렇게 이루어진 모든 것을 총괄하여 세속적 입장에서 그것을 우선 나(我), 자기(自己)라고 부르지만, 우리들의 중심주체(中心主體)는 그 어느 법의 영역 속에서도 인정할 수가 없다. 일체의 '나, 나의 것'이라고 하는 관념은 버리지 않으면 안 된다. 또 별도의 법체계로서, 우리의 인식 및 행동이 성립하는 영역으로서 안(眼)·이(耳)·비(鼻)·설(舌)·신(身)·의(意)의 6입(六入)이 세워지고, 또한 그것에 대립하는 대상(對象)을 성립시키는 영역으로서 색(色)·성(聲)·향(香)·미(味)·촉(觸)·법(法)의 6경(六境)을 들고 있다. 세인(世人)은 물론, 일반 철학자들도 이러한 이법(理法)을 깨닫지 못한다. 그리하여 무엇인가 상주 영원(常住永遠)한 내가 있다고 생각하여 그것을 고집한다. 그로 말마임아 많은 번뇌가 생기고, 그것에 고뇌(苦腦)하게 된다. (일체개고, 一切皆苦)

#### 열반적정
인간의 번뇌에는 탐욕(貪慾), 노기(怒氣), 미혹(迷惑) 등 여러 가지가 있으나, 그것은 망집(妄執＝渴愛)에 기인하고 있다. 인간이 이 망집에 번뇌하고 있는 것은 결국 나를 고집하고 있기 때문이다. 그렇지만 사람이 고(苦), 무상(無常), 비아(非我)의 이치를 깨달아 정당한 지혜를 완성하면 이 망집을 단절할 수 있다. 왜냐하면 이와 같은 인식을 얻으면 이미 그 무인가를 나(我) 혹은, 나의 것이라고 집착하여 욕구(慾求)하는 일이 없기 때문이다. 그러나 그것을 실현하여 진리의 인식을 체득하기 위해서는 수행(修行)하는 데 노력하고, 계율(戒律)을 엄수하여 선정(禪定)을 닦을 필요가 있다. 그 수행에 의해 진리를 체득하고 망집을 단절한다면 일체의 속박으로부터 벗어날 수 있다. 이것이 해탈(解脫)의 경지이며, 이러한 경지를 불사(不死)라든가 열반(涅槃)이라고 한다. 열반이라는 말은 원래 '불어 끈다(吹消)는 것' 혹은 '불어 끈 상태(吹消狀態)'를 의미한다. 그것은 마치 바람이 타는 불을 불어 끈 경우와 같이, 성하게 타오르는 번뇌의 화염(火焰)을 지혜에 의하여 불어 꺼서 고뇌가 없어진 상태를 가리킨다. 거기에서는 적정(寂靜)한 최상의 안락경지(安樂境地)가 실현된다고 생각하였다.

#### 사제설
싯다르타는 이상과 같은 도리를 기회 있을 때마다 제자(弟子), 신자(信者), 이교도(異敎徒, 外道)들에게 설교하였는데, 설교의 강격(綱格)으로서 종합, 요약된 것이 4제설(四諸說)이다. 그것은 다음 네 가지 종류의 진리를 가리킨다.
1. 고제(苦諦)：범부(凡夫)의 생존은 고(苦)라고 하는 진리
2. 집제(集諦)：범부의 여러 가지 고뇌는 결국 번뇌 특히 망집에 의해서 일어난다고 하는 진리
3. 멸제(滅諦)：망집을 완전히 소멸함에 따라 고(苦)를 소멸해 버린 열반이 해탈의 이상경(理想境)이라고 하는 진리
4. 도제(道諦)：이 고(苦)를 소멸로 인도하는 수도법은 '8정도(八正道)'에 불과하다고 하는 진리

팔정도(八正道：또는 八聖道)는 정견(正見), 정사(正思), 정어(正語), 정업(正業), 정명(正命), 정정진(正精進), 정념(正念), 정정(正定)을 이른다.

#### 연기설
또 연기(緣起)의 교설(敎說)은 우리들의 미혹된 생존이 무엇으로 말미암아 성립되어 있는 것인가를 분명히 하고, 그와 동시에 그 근본 조건을 소멸시킴으로 해서 우리들의 미혹된 생존도 소멸할 수 있음을 가르치는 것이다. 원시불교 성전(聖典) 중에는 여러 가지 형식의 연기설(緣起說)이 설명되고 있으나, 어느 연기설이나 생로병사(生老病死)의 고(苦)로 번뇌하고 있는 존재가 바로 우리 자신임을 직시하라고 지적한다. 또한 고(苦)의 근본원인은 우리의 무명(無明) 혹은 무지(無知)에 있으므로 그 무명(無明)을 소멸시켜야만 우리들의 고(苦)도 소멸한다고 하는 논리를 공통적으로 전개하고 있다. (가장 발달된 형식의 연기설에서는 無明·行·識·名色·六入·觸·受·取·有·生·愛·老死의 12단계를 제시한다).

### 실천
불교가 가르치는 실천은 한 마디로 말해서 도덕적으로 악한 행위를 하지 않는 것. 즉 생활을 청정하게 하는 것이다. 올바른 도덕은 고금을 일관한 영원한 법으로 고타마가 새로 만들어낸 것은 아니라고 한다. 그는 진실하게 노력하는 사람, 진실한 바라문이 될 수 있는 도를 사람들에게 교시(敎示)하는 자임을 표방하고 있었다. 그는 또 옛날의 덕행이 있는 성선(聖仙)을 칭찬하고 있다.

#### 중도
8정도(八正道)의 실천을 중도(中道)라고 한다. 당시의 신흥 자유사상가의 사이에서 도덕에 위반되는 일일지라도 현세(現世)의 쾌락에 탐욕할 것을 가르치는 사람들이 있었는가 하면 자기몸을 가혹하게 하는 고행(苦行)에 전심하는 사람들이 있었다. 그러나 고타마는 이것들을 가리켜 어느것도 극단으로 잘못된 실천법이라고 하여 배척하였다.

#### 출가 수행
원시불교의 교단(敎團)을 승가(僧伽)라고 한다(승가라 함은 정치에는 공화정체, 경제적으로는 조합을 의미한다). 교단은 출가수행자인 남성(比丘)과 여성(比丘尼) 그리고 재가신자(在家信者)인 남성(優婆寒)과 여성(優婆夷)등 4종류로 이루는데, 교단의 중심은 출가수행자이었다. 고타마는 덕행이 높은 부인을 존경해야 할 것을 말하고 있다. 이와 같이 교단 내에서 여성에게 남성과 같은 지위(地位)를 준 것은 종교상의 평등주의에서 비롯된 것이다. 고타마는 출가(出家)의 맑고 자유스러운 생활을 찬미하였다. 수행에 정려하려고 생각하는 사람은 재가(在家)의 애욕생활로부터 떠나 출가하여 독신이 되어야 한다. 그리하여 조조(早朝)에 촌락이나 도시에서 탁발걸식(托鉢乞食)하여 얻은 얼마 만큼의 음식물로 만족하고, 정오 이후에는 아무것도 먹는 것이 허락되지 않았다. 의복은 항상 삼의(三衣)를 걸치는 것뿐이었다. 음식물이나 의복을 획득하여 저장하는 것은 금지되어 있었다. 세속적인 직업에서 떠나고 점(占)·주술(呪術)·마법 등도 금지되어 있었다. 타인에 대한 태도로서는 타인을 존중하라, 타인을 경시(輕視)해서는 안 된다. 타인과 싸움해서는 안 된다. 원망해서는 안된다는 것을 말하고, 일체중생(一切衆生)에 대하여 자비(慈悲)를 베풀어 주어야 할 것을 강조하였다. 이러한 수행을 실천한 비구는 번뇌를 소멸해버려 근심에서 떠나고, 마음은 적정(寂靜)으로 돌아가 현세도 내세(來世)도 원하지 않는다. 훼예포폄(毁譽褒貶)에 마음을 움직이지도 않는다. 그 심경은 청랭(淸冷)한 호수와 같이 그 정적의 경지를 즐겼다.

#### 재가 수행
재가신자(在俗信者)는 불(佛)·법(法)·승(僧)의 3보(三寶)에 귀의하는데, 그 계율로서는 5계(不殺生·不偸盜·不邪·不妄語·不飮酒)가 주(主)였다. 도박(賭博)도 금지되었다. 부모·처자·친족을 애호할 것을 가르치고 객인(客人)을 후대(厚待)하라고 한다. 경제문제에 관해서는 정당한 직업에 종사하여, 진실을 말하고 타인의 이익을 도모해 주고, 열심히 노력하여 신뢰와 명예와 재산을 획득할 것을 권하고 있다. 그러나 자기가 재화를 일방적으로 획득만 해야 한다고 한다 하여 다만 자기 밑에 저축해 놓는 것은 의의(意義)가 없기 때문에 재화를 자기가 사용하는 동시에 타인에게도 분배하에 유효하게 사용하지 않으면 안 된다고 한다. 또 부채(負債)는 반드시 변제해야 한다고 한다. 원시불교의 성전(聖典)으로서는 팔리어(語)의 삼장(三藏)과 그에 상당한 한역(漢譯)이 있다.

## 부파 불교
아소카 왕의 전폭적인 지원으로 불교는 급격하게 전파되었으나 교단은 보수적인 상좌부(上座部)와 진보적인 대중부(大衆部)로 분열하였다. 자유주의적인 수행승들은 전통적인 교단에 대하여 독립을 선언하고 대중부(摩詞僧祗部)를 수립하였다. 이에 대하여 보수적인 장로(長老)들의 일파를 상좌부라고 하였다. 현재 남방 아시아 제국의 불교도는 상좌부에 속한다.
당시에는 출가 수행자가 승원에 거주하는 경우가 점차로 많아졌으나 승원은 어느 편의 부파(部派)엔가에 소속되어 있었다. 이미 아소카 왕 시대에 상좌부·대중부의 계통의 두 파로 분열하였고, 그 후 약 백년 동안에 대중부 계통이 잡다하게 분열하였고 이어 약 백년간에 상좌부 계통이 분열되었다. 흔히 전설에 의하면 18부파(部派)가 새로 분립하였다고 한다. 즉 근본 2부(根本二部 , 상좌부와 대중부)와 분파(分派) 18부를 합쳐서 소승 20부(小乘二十部)라고 전해오고 있다. 이들 중에서도 상좌부 계통의 설일체유부(說一切有部), 독자부(犢子部), 정량부(正量部), 화지부(化地部), 경량부(經量部)는 특히 중요하다. 각 부파는 자신들의 교설(敎說)에 권위를 붙여 정통설(正統說)임을 증명하기 위하여 각 부파마다 자기 나름대로의 입장에서 종래의 성전(聖典)을 편찬하고 집대성하였다. (결집 참고.)
불교의 여러 부파(佛敎諸部派) 중에서 가장 유력했던 것은 설일체유부(說一切有部)이었다. 설일체유부라는 것은 일체의 법, 즉 5온(蘊)·12처(處)·18계(界)라 하는 것과 같이 각자의 법의 체계를 의미하며 줄여서 유부(有部)라고 불린다. 유부에서는 자연세계가 원자(原子, 極微)로 구성되어 있다고 생각하였다. 경량부(經量部)는 경전(經典)만을 전거(典據)로 하여 유부에서 말한 것을 비판적으로 개정하였다. 그들은 색법(色法) 중의 4대(四大)와 마음의 실유(實有)를 인정하면서 기타의 것의 실유(實有)는 부인하였다.
4세기 이후가 되면 허다한 강요서(綱要書)가 작성되었으나, 후세에 가장 중시된 것은 바수반두(Vasubandhu)의 《아비달마구사론(阿毘達摩俱舍論)》이다. 실론에 전하는 상좌부에서는 팔리어의 성전을 주해, 연구(注解硏究)하고 있었다. 붓다고사(Buddhaghosa)는 인도 본토에서 실론으로 건너가 대정사(大精舍)에 전파된 3장의 제주석(諸注釋)을 팔리어로 개서(改書)하면서 자신이 주석을 하였으며, 또한 상좌부의 교의(敎義)를 조직적으로 종합하여 《청정도론(淸淨道論)》을 지었다.

## 밀교

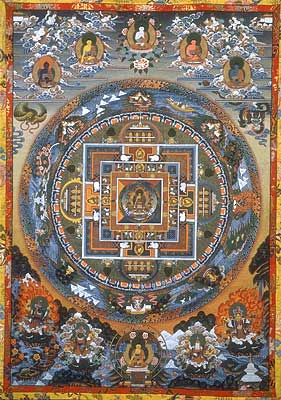
만다라

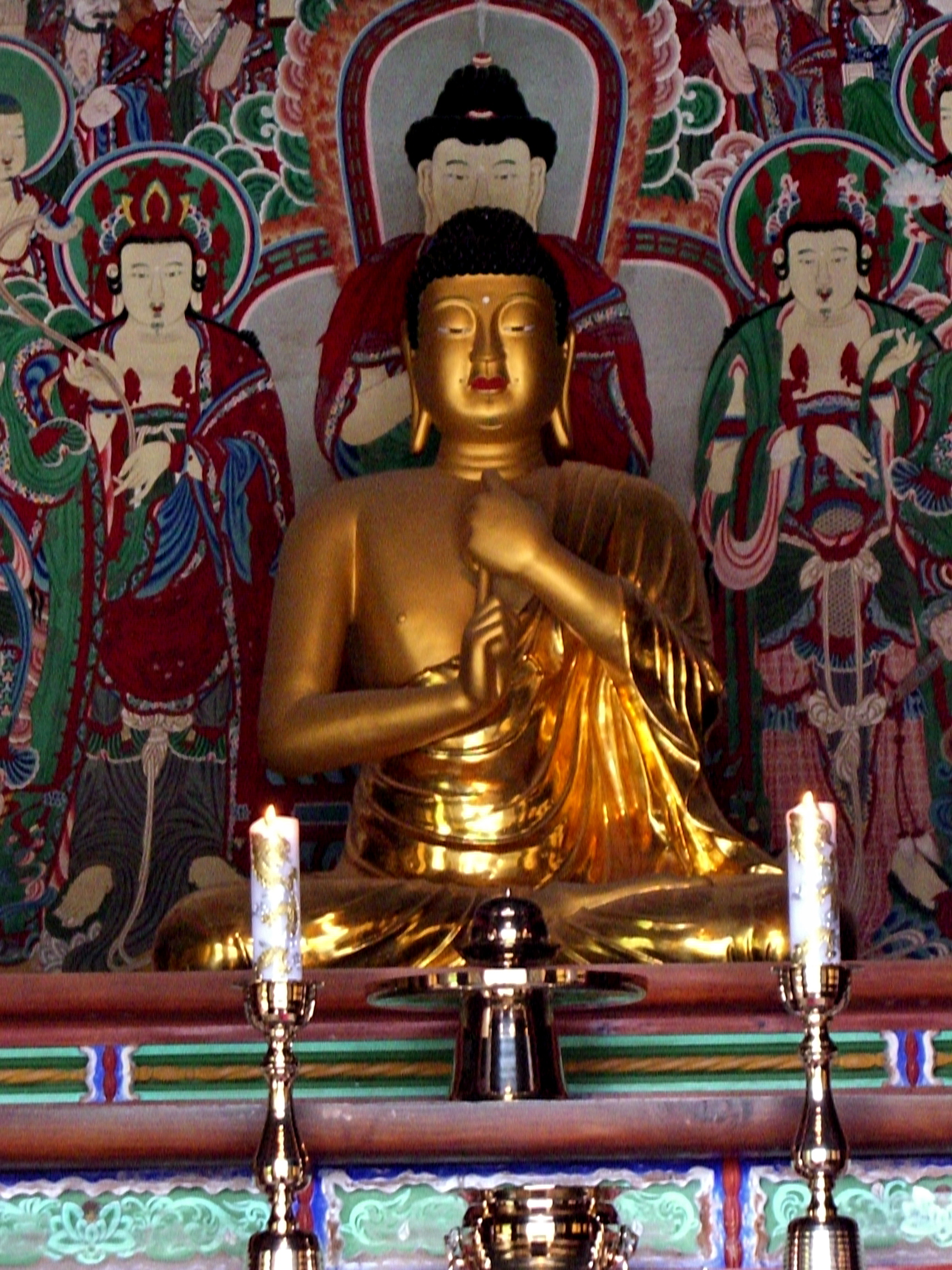
대일여래(비로자나불). 인계(印契)로 지권인(智拳印)을 취하고 있다.

원시 불교에서 세속적인 주술밀법(呪術密法)을 행하지 못하도록 하였으나 대승불교(大乘佛敎)는 부분적으로는 그 주술밀법을 받아들였다. 4세기경부터는 공작왕주경(孔雀王呪經)이나 《호제동자다라니경(護諸童子陀羅尼經)》 같은 주법(呪法)만을 설하는 독립된 경전(經典)이 제작되었다. 이와 같은 주구(呪句)를 진언(眞言, 만트라)이라고 한다. 진언타라니(眞言陀羅尼)를 주창하고, 그것에 의해서 마음을 통일하여 제존(諸尊)을 공양(供養)하는 일이 고조됨과 동시에, 이를 어떻게 염송(念誦)하며 어떻게 공양해야 할 것인가를 규정하는 방법도 점차로 발달하였다. 방형(方形) 또는 원형(圓形)의 토단(土壇)을 쌓고, 제존(諸尊)을 여기에 안치하여 공양제사를 행하였다. 그 단을 만다라(曼茶羅)라고 하였으나 뒤에는 대일여래(大日如來)를 중심으로 한 제존(諸尊)을 배치한 도화를 만다라(曼茶羅)라고 하였다. 또한 제존에 대하여 많은 인계(印契)가 설명되었다. 인계는 불(佛)·보살(菩薩)·제천(諸天)의 내증(內證) 또는 본서(本誓)를 교시하는 손의 모양이나, 때로는 평지(平指)의 인(印)을 말한다.
이와 같은 밀주(密呪)의 수행이 《화엄경(華嚴經)》의 철학과 결부하여 건설된 조직적인 종교 체계(宗敎體系)가 비밀불교(秘密佛敎) 또는 밀교(密敎)이다. 밀교의 창시자는 용맹(勇猛, 나가르주나)이라고 한다. 《대일경(大日經)》(7세기의 중엽에 서남 인도에서 성립)에서 말하는 만다라를 태장계만다라(胎藏界曼茶羅)라고 하고, 《금강정경(金剛頂經)》(7세기 말에 동남 인도에서 성립)에서 말하는 만다라를 금강계만다라(金剛界曼茶羅)라고 한다. 밀교는 팔라 제국의 통치하에서 더욱 성행하였다. 밀교에 있어서는 근본불(根本佛)을 대일여래(大日如來, 毘盧遮那佛)라고 부른다. 종전의 여러 불교는 석존의 가르침이지만 밀교는 대일여래의 가르침이다. 종래의 대승불교와는 상이하다는 점에서 스스로 '금강승(金剛乘)'이라고 하였다. 비밀 교단인 것을 표방하여 폐쇄적이며 특유의 복잡한 의례(儀禮)를 발달시켰다. 사람들은 사(師)의 아래서 가르침을 받지 않으면 안 된다. 비의(秘儀)에 관계되는 의식을 '관정(觀頂)'이라고 한다. 제불(諸佛) 제존(諸尊)뿐 아니라 종래의 불교에서 말하지 않았던 많은 명왕(明王)과 불교 외의 제신(諸神), 제성자(諸聖者)도 역시 대일여래의 나타남이라고 해석한다. 그런가 하면 많은 민간 신앙을 섭취하여 그 취지를 직관적으로 표시하기 위하여 대만다라(大曼茶羅)를 구성한다. 중생은 본래 불성(佛性)을 구유(具有)하고 있기 때문에 제존을 염하고 다라니를 외고, 밀교의 특별한 의식에 참여하면 용이하게 구경(究竟)의 경지에 도달하여 부처가 될 수 있다고 한다(卽身成佛). 따라서 인간의 번뇌나 정욕은 극복억압될 것이 아니고 존중되어야 할 것이라고 한다.
번뇌를 긍정하는 사상은 당시의 속신(俗神)에 대한 타협과 서로 관련, 비열하고 외천(猥賤)한 의례를 도입할 위험성이 있었다. 일부의 밀교도(密敎徒)는 남녀의 성적 결합을 절대시하는 탄트라의 종교의 영향을 받아서 좌도밀교(左道密敎)를 성립시켰다. 그 창시자는 인도라부티이라고 하는데, 9세기 이후 특히 성행하였다.

## 같이 보기
- 불교의 역사

## 참고 문헌
- 이 문서에는 다음커뮤니케이션(현 카카오)에서 GFDL 또는 CC-SA 라이선스로 배포한 글로벌 세계대백과사전의 내용을 기초로 작성된 글이 포함되어 있습니다.